# Vanajan Autotehdas
Die Vanajan Autotehdas Oy (VAT) (dt. Vanaja Auto Fabrik AG) war ein 1943 gegründeter und 1968 aufgelöster finnischer Hersteller von schweren Lastkraftwagen und Busfahrgestellen. Die Fabrik hatte ihren Sitz in Hämeenlinna, Kanta-Häme. Das Unternehmen wurde als Yhteissisu Oy vom finnischen Staat und einer Reihe bedeutender finnischer Unternehmen für die Herstellung von Lkw und Bussen gegründet, um die finnischen Streitkräfte damit auszurüsten. Nach dem Zweiten Weltkrieg, bevor das Unternehmen die Serienproduktion begann, wurde es in Vanajan Autotehdas umbenannt und erhielt den Markennamen Vanaja. Die darauffolgende Produktion von Lkw und Busfahrgestellen war vor allem für den heimischen Markt bestimmt und nur wenige Einheiten wurden exportiert.
Viele Hauptkomponenten der Lkw-Produktion mussten importiert werden. Die Vanaja-Nutzfahrzeuge wurden durch ihre robuste Konstruktion und Individualisierung bekannt. Die VAT fusionierte 1968 mit Oy Suomen Autoteollisuus Ab und der Markenname Vanaja wurde im Jahr 1971 aufgelassen. Die wichtigste Innovation von VAT war ihre Tandemachse mit Volllast-Hebemechanismus, die heute noch in Sisu-Fahrzeugen verwendet wird.
Die ehemalige Vanaja-Fabrik in Hämeenlinna gehört jetzt Patria Oyj, dem Produzenten gepanzerter Patria-AMV-Mannschaftswagen, und Sisu Axles, dem Produzent schwerer Fahrzeugachsen.

## Gründung
Im Winter 1942–43 schätzten die finnischen Streitkräfte, dass der Fortsetzungskrieg noch lange andauern werde. Damit gab es einen unmittelbarer Bedarf an neuen Nutzfahrzeugen. Nach längerfristiger Einschätzung wurden mindestens 7000 Lastkraftwagen und Busse gebraucht. Neutrale Länder wie Schweden und die Schweiz waren auch bereit, Lkw und Busse nach Finnland zu verkaufen, allerdings verlangten sie die Zahlung im Voraus in ihren eigenen Währungen. Da Finnland nicht über ausreichende Währungsreserven verfügte, blieb als einzige Option, selbst eine inländische Fahrzeugproduktion aufzubauen.
Damals gab es einen einzigen finnischen Hersteller für schwere Nutzfahrzeuge: Oy Suomen Autoteollisuus Ab (SAT). Eine neue Fabrik wurde in Karis gebaut, denn im Vergleich zu Helsinki war die Lage weniger anfällig für sowjetische Luftangriffe. Generaldirektor des Unternehmens wurde Tor Nessling. Er hatte als Lösung vorgeschlagen, dass die Fabrik größer gebaut werden sollte, als ursprünglich geplant. Als Option wurde von Nessling vorgeschlagen, dass an einem anderen Ort mit äußerster Vorsicht der Aufbau der neuen Fabrik in Finnland geschehen sollte. Damals war SAT in der Schwerfahrzeugproduktion schon erfahren, aber seine wirtschaftlichen und technischen Ressourcen waren begrenzt. Außerdem hegten Importeure von Nutzfahrzeugen und einige politische Cliquen den Verdacht, dass SAT aus dem Krieg einen Profit machen wollte, um eine beherrschende Stellung auf dem finnischen Markt zu erreichen.

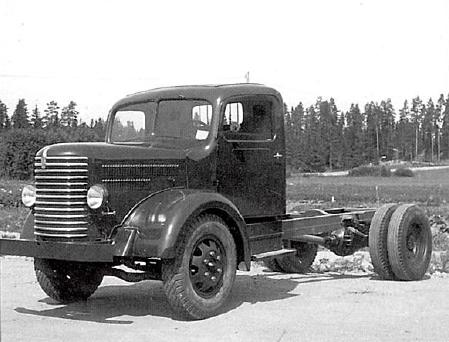
Der Sisu S-22 war das erste von Yhteissisu hergestellte Fahrzeug

Verteidigungsminister Rudolf Walden berief am 3. und 4. März 1943 eine Versammlung ein, um Lösungen für den akuten Mangel an Nutzfahrzeugen zu erkunden. Die Teilnehmer waren Vertreter der Regierung und der Militärführung sowie Schlüsselpersonal führender finnischer Industrieunternehmen. Ein Ausschuss wurde gebildet, der eine Unternehmensgründung vorschlagen sollte, an der sich sowohl SAT als auch der finnische Staat beteiligen sein sollten. Der Vorschlag wurde in einer Sitzung am 20. März vorgestellt. Der Name des Unternehmens wurde Yhteissisu Oy („gemein-Sisu“) und die Absicht war, gemeinsam Sisu-Nutzfahrzeuge zu produzieren. Die privaten Eigentümer waren: A. Ahlström, Ata, Fiskars, Kone, Kymin Oy, Lokomo, W. Rosenlew & Co., Suomen Autoteollisuus, Suomen Gummitehdas, Suomen Kaapelitehdas, Tampereen Pellava- ja Rauta-Teollisuus, Yhtyneet Paperitehtaat und Strömberg. Der Hauptsitz wurde in Erottaja, Helsinki gewählt. Der Vorsitzende der Firma war Heikki H. Herlin und unwillig Tor Nessling, der als Geschäftsführer ernannt wurde.
Die Streitkräfte hatten strenge Anforderungen an die Nutzfahrzeuge bzw. Lkw gesetzt. Es war keine Zeit vorhanden, um ein neues Modell zu entwickeln. Obwohl die Lkw-Modelle veraltet waren, konnte das Beste aus den verfügbaren Optionen mit dem Lkw-Typ Sisu S-21 gemacht werden. Yhteissisu und SAT vereinbarten, die Sisu-S-21-Lkw-Produktion bei Yhteissisu anzusiedeln. Das bei Yhteissisu produzierte Modell erhielt den Typen-Namen S-22.

## Beginn der Produktion
Sofort nach der Gründung des Unternehmens begann die Produktion in der SAT-Fabrik in Vallila, Helsinki. Die Yhteissisu-Fahrzeuge wurden getrennt von SAT-Fahrzeugen gebaut. Es stand von Anfang an fest, dass die Fahrzeuge nicht in Helsinki hergestellt werden sollten; das Unternehmen suchte einen geeigneten Standort in der Nähe von guten Schienen-, Straßen- und Wasserstraßenverbindungen. Die ursprüngliche Idee war, die Fabrik in Grundgestein von abgebauten Höhlen zu bauen; der Ort sollte die erforderlichen geeigneten geologischen Eigenschaften haben. Ein geeigneter Bereich wurde schließlich im Vanaja, neben Hämeenlinna, gefunden. Yhteissisu kaufte am 14. März 1944 31,1 Hektar Land. Ein Vertrag für die Fabrik-Konstruktion wurde mit einem Vertragspartner am 30. März unterzeichnet. Die Eisenbahnverwaltung akzeptiert den Plan von Yhteissisu, eine Eisenbahnverbindung in diesen Bereich zu bauen. Die Arbeiten für den Untergrund der Maschinenwerkstatt begann im Juli 1944. Der Plan musste allerdings wegen Zeitmangels und zu hoher Kosten geändert werden, und die gesamte Produktionsfläche wurde oberirdisch gebaut. Die Fabrikgebäude wurden Anfang November 1944 fertiggebaut. Das Architekturbüro Alvar Aalto entwarf die Häuser für die Fabrikarbeiter.

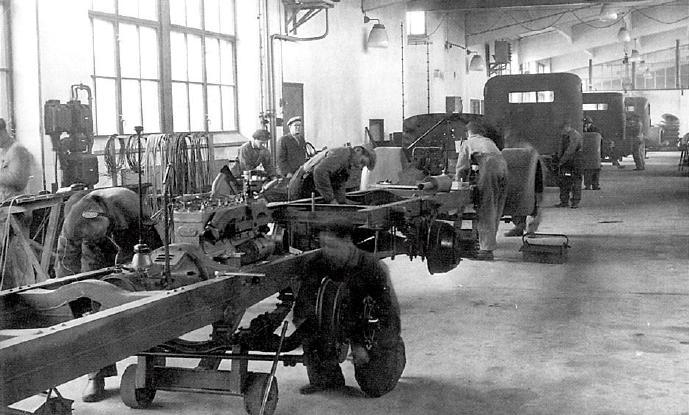
Yhteissisu-Montagelinie in einer frühen Phase der Produktion

Der erste Lkw, der in Vanaja gebaut wurde, war ein Sisu-S-22-Prototyp, der am 1. August 1945 aus dem Fabriktor fuhr. Nach einer kurzen und intensiven Testperiode begann die Serienfertigung am 29. Oktober 1945. Wegen der Knappheit der Materialien und Qualitätsproblemen der Bauteile konnten die ersten Fahrzeuge nicht vor Anfang 1946 fertig werden. Die Fähigkeiten der inländischen Zulieferanten erwiesen sich als sehr begrenzt, und das Unternehmen war abhängig von importierten Getrieben, Lenkungsteilen, Antriebswellen und elektrischen Systemen, bis die inländischen Unternehmen sie durch eigene Produkte ersetzen konnten. Die finnischen Lieferanten waren nicht in der Lage, die Anforderungen mit den verfügbaren Materialien zu erfüllen und waren außerdem mit schweren Qualitätsproblemen konfrontiert. Die Gesamtproduktion im Jahr 1946 betrug 147 Sisu-S-22-Fahrzeuge, was weit unter dem Ziel von 2000 Fahrzeugen lag. Der ursprünglich berechnete Preis pro Fahrzeug war 765.000 Mark gewesen, aber die Kosten betrugen schließlich 800.000 Mark.
Der Krieg war zu Ende, bevor die Serienproduktion begonnen hatte, und die Streitkräfte benötigten keine neuen Fahrzeuge. Ganz im Gegenteil, denn nach dem Moskauer Waffenstillstands-Abkommen musste die Armee die Anzahl der Fahrzeuge reduzieren. Die frustrierten Komponenten-Lieferanten verließen das Unternehmen nacheinander und das Ministerium für Handel und Industrie kündigte am Ende 1946 die restlichen Zulieferverträge. Nun konnte allerdings Yhteissisu Anfang 1946 mit dem Ministerium für Handel und Industrie vereinbaren, dass Fahrzeuge, die nicht vom Staat gekauft wurden, auf dem zivilen Markt verkauft werden durften. Sisu S-22 waren nun in zwölf SAT-Standorten in Finnland verfügbar. Das Unternehmen präsentierte im Mai 1946 ein leichteres und kostengünstigeres Modell als S-22K auf der Inländischen Industriemesse in Helsinki.

## Von Yhteissisu zu Vanajan Autotehdas

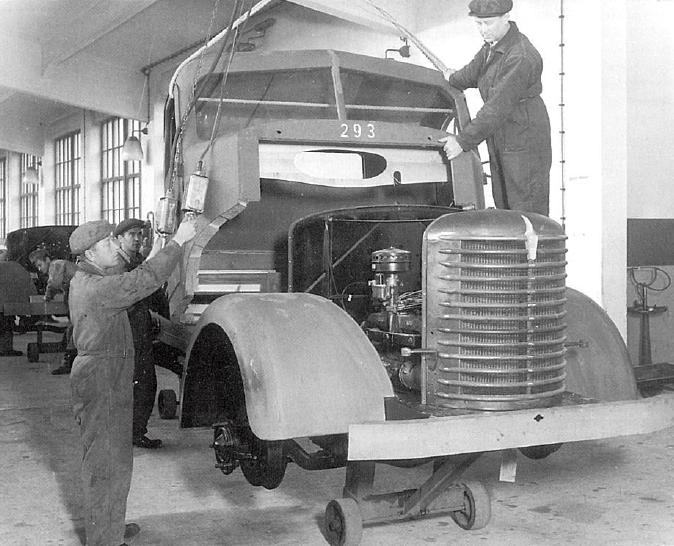
Der vorletzte gebaute Sisu S-22 in der Yhteissisu-Fabrik

Tor Nessling resignierte bei Yhteissisu im Februar 1947. Es war die Rede von der Schließung des Unternehmens. Yhteissisu verkaufte im Jahr 1947 nur 103 Fahrzeuge vom Typ S-22, wovon einige bereits im Vorjahr produziert worden waren. Im Jahr 1947 wurden 55 Lastwagen von der Firma produziert. Das Grundkapital der Gesellschaft wurde zunächst von 75 Millionen auf 7,5 Millionen Mark reduziert, danach war es wieder auf 50 Millionen gestiegen. Der Staat wurde nun mit 44 % Anteil der Haupteigentümer von der Firma. Die anderen Eigentümer waren Yhtyneet Paperitehtaat, A. Ahlström, Strömberg und Tampereen Pellava- ja Rauta-Teollisuus. Vom September an war Eero Kytölä der neue Geschäftsführer des Unternehmens. Das Unternehmen verlor im Jahr 1947 zwei Millionen Mark.
Yhteissisu besaß die Rechte der Marke Sisu bis zum Sommer 1948. In einer Versammlung der Unternehmensführung im Jahr 1948 beschloss der Vorstand, das Unternehmen in Vanajan Autotehdas umzubenennen und Vanaja wurde die Marke dieser Fahrzeuge. Allerdings wurde das Fabriksgelände von der Gemeinde Vanaja zum Anfang des gleichen Jahres in die Stadt Hämeenlinna eingegliedert.

## Die erste Vanaja-Produktion

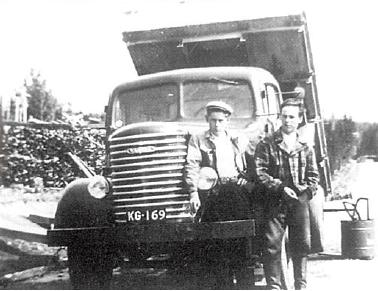
Vanaja V-48 als Sisu S-22 mit einem neuen Emblem

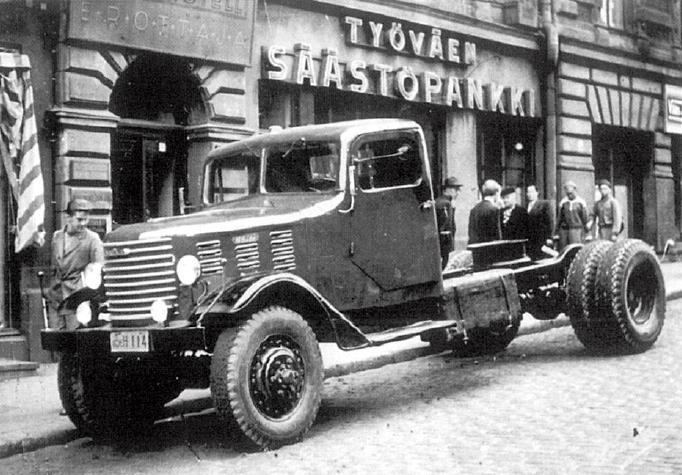
Vanaja VaWh, basierend auf einem White-M2-Half-Track-Fahrzeug

### Vanaja V-48
Da die Lizenz an der Marke Sisu im Juni 1948 ausgelaufen war, wurde die Sisu-S-22-Produktion als Vanaja V-48 weiter fortgesetzt und bis 1955 aufrechterhalten.

### White-M2-Half-Track-Umwandlungen
Generaldirektor Kytölä reiste im Jahr 1947 und Anfang 1948 nach Frankreich und Deutschland, um militärische Restbestände von den Westalliierten zu kaufen. Er konnte 425 White-Halbkettenfahrzeuge, 186 Lkw-Motoren, 304 Cadillac-V8-Motoren, vier Mack-ED-Dieselmotoren, zwei Hercules-DFXE-Dieselmotoren, 11.000 GMC-Räder und einen Anhänger mit 45-Tonnen-Kapazität kaufen. Der Handel wurde durch das Versorgungsministerium organisiert, und die erste Lieferung kam im März 1948 in Finnland an. Die Halbkettenfahrzeuge waren ohne Panzerung und die Idee von Kytölä war, dass diese Fahrzeuge in Feld- oder Waldräumungsfahrzeuge umgerüstet sowie durch den Austausch der Ketten gegen eine herkömmliche Hinterachse zu Vierrad-angetriebenen Lastwagen gemacht werden sollten. Schließlich wurden 359 umgewandelte VAT-Einheiten als Halbkettenfahrzeuge und 60 umgebaute 4×4- oder 4×2-Fahrzeuge verkauft. Diese Lastwagen wurden als Vanaja VaWh verkauft. Einige der Halbkettenfahrzeuge wurden für die Verwendung von benötigten Teilen zerlegt. Die letzte Fahrzeug wurde im Jahr 1952 verkauft.

## Wachstum und Rezession in den 1950er-Jahren
Nachdem der ursprüngliche Vertrag mit dem Staat beendet worden war, konnte ein neuer Vertrag von 650 Fahrzeugen mit einem Lieferzeitraum 1948 bis 1952 unterzeichnet werden. Der Staat half somit, die Produktion mit einer erheblichen Vorauszahlung von 132 Millionen Mark anzukurbeln. Nach dem Vertrag sollten 150 Fahrzeuge im Jahr 1948 hergestellt werden. Das Unternehmen erreichte dieses Ziel, und zusätzlich wurden noch elf Fahrzeuge für Privatkunden produziert. 92 Fahrzeuge wurden unter dem Namen Sisu S-22 oder S-22K verkauft, und 69 als Vanaja V-48. Außerdem konnten noch 101 Fahrzeuge vom Typ M2 Half-Tracks verkauft werden. Im Jahr 1948 machte VAT allerdings einen Verlust von 746.000 Mark. Im Jahr 1949 produzierte VAT weitere 150 Fahrzeuge für den finnischen Staat und 37 Fahrzeuge für private Käufer. Diese bestanden aus 163 Fahrzeugen des Typs V-48 und 24 vom Typ VaWh. Das Unternehmen verkaufte auch 211 der M2 Half-Tracks und ermöglichte VAT somit, seinen ersten Gewinn von 1.208.000 Mark zu verbuchen, der allerdings auch durch Abwertung der finnischen Mark bewirkt worden war.

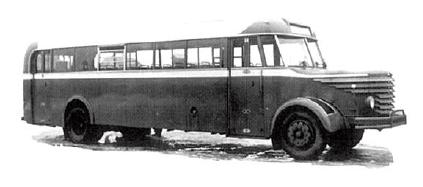
Vanaja VAL von 1950 als erster Vanaja-Bus

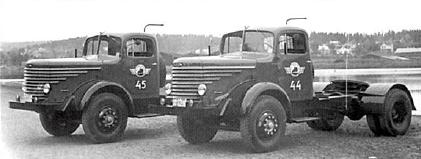
Vanaja VK-5 der VK-Serie, die erste selbst entwickelte Lkw-Serie von VAT

Die Position der VAT wurde im Jahr 1950 stärker, und das Unternehmen begann mit der Produktion von Bus-Chassis. Im gleichen Jahr führte VAT die neue Produktfamilie der VK-Serie ein. Die Produktion wurde von einem dreimonatigen Streik unterbrochen, weshalb der Abschluss von einigen der 150 staatlich bestellten Fahrzeuge, die in diesem Jahr geliefert werden sollte, auf das folgende Jahr verschoben wurden. Trotz der Schwierigkeiten gelang es VAT, einen Gewinn von fast zwei Millionen Mark zu erreichen.
Die Umsätze und Gewinne stiegen während der frühen 1950er-Jahre ständig. Die staatliche Vorauszahlung wurde 1952 zurückgezahlt. Für eine kurze Zeit vertrat VAT die italienische Ansaldo Fossati bei den Räum-Traktoren. Obwohl es Nachfrage für Maschinen dieser Art gab, war der Umsatz schlecht, unter anderem, weil ihr Preis als unvereinbar mit ihrer technischen Qualität galt, sodass nur wenige Einheiten im Jahr 1953 verkauft wurden. Bis zum Jahr 1950 waren dort 106 Mitarbeiter beschäftigt.

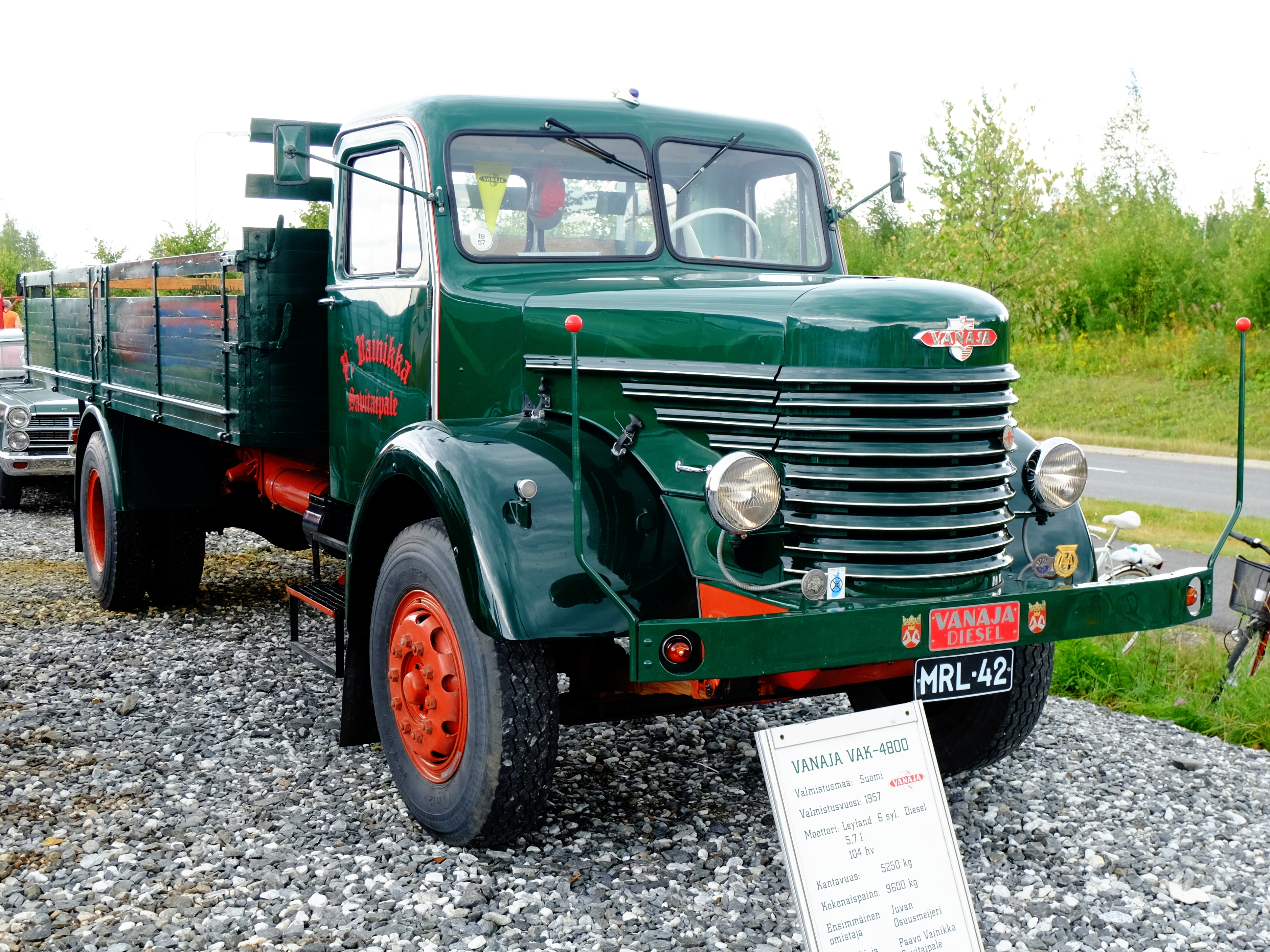
Vanaja VAK-4800 von 1957, angetrieben von einem Sechszylinder-Leyland-Diesel

Die Umsatzentwicklung wurde im Jahr 1956 überschätzt, es wurden nur 525 Vanaja-Fahrzeuge verkauft. Im März 1957 hatte das Volumen für das Gesamtjahr etwa 400 Einheiten erreicht. VAT beschäftigt in dieser Zeit etwa 200 Mitarbeiter und musste eine Vier-Tage-Arbeitswoche einführen. Das Unternehmen tadelte die Einfuhrlizenz und die Bürokratie des Staates für das Problem, denn es war schwierig, an die Dieselmotoren aus dem Ausland zu kommen. Im April besaß die Firma über 30 Vanaja, die eigentlich fertig waren, aber noch auf Dieselmotoren warteten. Die wirtschaftliche Situation verbesserte sich erst im Jahr 1959.

### Kritik
Im Jahr 1950 wurde die finnische Regierung dafür kritisiert, dass sie andere Optionen von Vanaja ignoriere und behaupte, die Fahrzeuge seien überteuert. Der Staat hatte 650 Fahrzeuge bestellt, die auf mehrere Jahre verteilt gebaut werden sollten. Für einen langen Zeitraum war der Staat bei den Beschaffungen der Fahrzeuge gebunden.
VAT und SAT wurden im Jahr 1954 als Lkw-Importeure kritisiert, denn die beiden Unternehmen verwendeten für ihre Komponentenbeschaffung einen großen Anteil der begrenzten Fremdwährungsreserven. Vertreter der Importeure behaupteten, dass auch weder Sisu noch Vanaja sehr inländische Erzeugnisse seien, die Fahrzeuge der Importeure dagegen seien eigentlich mehr inländische, weil einige Montagearbeiten in Finnland gemacht würden. Nach Angabe des Verbandes der Fahrzeugimporteure kosteten die inländischen Fahrzeuge zwischen 30 und 80 Prozent mehr im Vergleich zu importierten Fahrzeugen. Im folgenden Jahr begann die Regierung zu untersuchen, ob die Möglichkeiten mit den Fahrzeug-Bausatz-Import, die Fremdwährungsausgaben reduzieren könnten. VAT und SAT äußerten Zweifel an der Lebensfähigkeit solcher Produktion. Im Jahr 1957 beendete die Regierung die Beschränkungen für den Import von Chassis bei schweren Fahrzeugen. Schließlich näherten sich die Preise von importierten Fahrzeugen bei Sisu- und Vanaja-Fahrzeugen an.

### Eintritt in den Diesel-Zeit

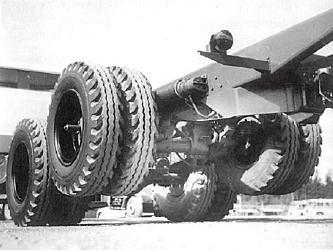
Das Vanaja-Hebetandemsystem wird durch zwei starke Hydraulikzylinder betrieben, die an beiden Seiten des Rahmens befestigt sind

Die Vanaja-Benzinmotoren von SAT und Tampella waren gänzlich veraltet; sie waren in Lizenz gebaute ursprünglich amerikanische Motoren. Die Kunden wollten leistungsfähigere Dieselmotoren. Die ersten Vanaja-Nutzfahrzeuge als Dieselmodell wurden von Kämper- und Saurer-Motoren angetrieben. VAT testete auch die Südwerke-Zweitakt-Dieselmotoren von Krupp, allerdings wurde nur ein solches Fahrzeug gebaut. Einfuhrlizenzen für Dieselmotoren waren schwer zu bekommen, und dies begrenzte natürlich die Verkäufe der Nutzfahrzeuge. In einigen Fällen wollten die Kunden ihre eigenen Motoren eingebaut haben, zum Beispiel Volvo oder Mercedes-Benz, die in ihre bestellten Fahrzeuge auf der Montagelinie montiert wurden. Im Jahre 1955 kaufte die VAT zusätzlich zur Fertigung zwei 90 PS leistende Sechszylinder-Dieselmotoren Leyland 0.350. Diese erwiesen sich als ineffizient und im folgenden Jahr bestellt das Unternehmen insgesamt 300 starke Leyland-Lkw, die in den Niederlanden von van Doorne’s Automobilfabriek gebaut wurden.
Im Jahr 1956 wurde VAT die Vertretung für die Ansaldo S.A. und die Kämper-Motoren GmbH übertragen. Die Leistungen der Ansaldo-Motoren lag zwischen 100 PS und 8.000 PS und waren an marinen und industriellen Anwendungen ausgerichtet. Die Kämper-Produkte leisteten zwischen 14 PS und 150 PS. Ein 130 PS leistender Sechszylinder-Kämper-Motor war als Option für Vanaja verfügbar.

### Das Vanaja-Hebetandemsystem
Das bekannteste Markenzeichen von Vanaja war die Volllasthebetandemachse, die im Januar 1957 eingeführt wurde. Diese Erfindung ermöglichte eine zusätzliche Belastung von 2,5 Tonnen, denn die gesamte Last auf dem Tandem konnte an der vorderen Achse durch ein elektrohydraulisches System bewegt werden. Das System verbesserte die Griffigkeit und brachte einen erheblichen Vorteil auf rutschigen Oberflächen. Dieser innovative Hebetandem wurde unter Leitung des Firmenhauptingenieurs Veikko Muronen entwickelt. Vanaja wurde der Vorzeige-Lkw und Marktführer im finnischen Holztransportmarkt und diese Position behielt die Marke bis zum Ende der Produktion. In der forstwirtschaftlichen Arbeit wurde ein Layout mit einer angetriebenen Vorderachse und einer Tandemachse mit einer angetriebenen vorderen Achse – genannt 4×4+2 – berühmt in Finnland; außerhalb der nordischen Länder wurde es allerdings nur selten gesehen.

## Fahrzeuge für die finnischen Streitkräfte

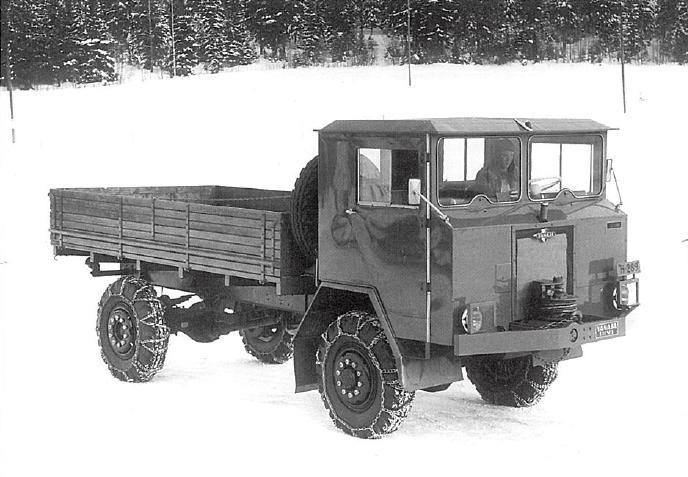
Vanaja VKN3600, ein Prototyp eines leichten vierradangetrieben Lkw für die finnischen Streitkräfte

Die finnischen Streitkräfte führten im März 1958 einen Wintertest für potenzielle militärische Fahrzeuge ein. 35 Fahrzeugkandidaten der beiden einheimischen Hersteller und von Importeuren wurden in Finnland getestet. VAT schickte vier Fahrzeuge auf die Testfahrt, von denen drei vierradangetrieben und ein Fahrzeug ein gewöhnlicher heckangetriebener Lkw war. Während der fünf Tage des Testzeitraums, wurden alle Fahrzeuge kontinuierlich voll beladen getestet. Für einen Teil der Strecke mussten die Lkw eine Acht-Tonnen-Feldkanone ziehen. Die Fahrzeuge wurden für die Fähigkeiten im Gelände sogar in 50 bis 70 cm tiefem Schnee getestet. Ein Vanaja-Lkw wurde bei einem Unfall zerstört. Die inländische Fahrzeuge hatten die Tests gut bestanden; in einigen Fällen übertrafen die heckangetriebenen Sisu und Vanaja die vierradangetriebene ausländischen Konkurrenten. Keines der Fahrzeuge war deutlich besser als die anderen, aber das Ergebnis überzeugte die Streitkräfte von den Fähigkeiten der eigenen inländischen Fahrzeuge, und das führte zu mehreren Aufträgen für SAT und VAT.
Im Jahr 1960 lieferte VAT an die Streitkräfte die ersten Vanaja-VAKS-Lkw aus, die für den allgemeinen Einsatz in Kasernen bestimmt waren. Die späteren Versionen wurden AS-33 genannt. es wurden insgesamt 155 Einheiten produziert. Der Vanaja NS-47 war der erste finnische 4×4-Gelände-Lkw, der vor allem für militärische Zwecke gebraucht wurde. Zehn Lkw wurden zwischen 1962 und 1964 bestellt, die zum Ziehen von 35-mm-Oerlikon-Flak-Kanonen und von schwerer Artillerie eingesetzt wurden.

## Exportanstrengungen

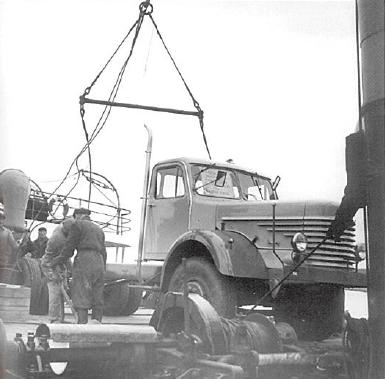
Der allererste Vanaja für den Export bei der Verladung auf ein Schiff in Hafen von Turku im Jahr 1958

Im September 1958 nahm VAT zusammen mit anderen finnischen Unternehmen in Thessaloniki an der Internationalen Messe in Griechenland teil. Die gezeigten Fahrzeuge waren ein Vanaja-VAK-Lkw, der mit dem Mittelmotor-VLK550-Bus-Chassis versehen worden war. Aufgrund der AEC-Motoren fand die Vanaja kein Interesse bei den potenziellen griechischen Kunden, zudem damals außerdem die Beziehungen zwischen Großbritannien und Griechenland schlecht waren. Der Vorführ-Lkw wurde schließlich in Griechenland verkauft. Das Bus-Chassis kehrte nach Finnland zurück und wurde später an ein Busunternehmen verkauft, das eine Reisebus-Karosserie darauf baute.
VAT unterzeichnete im Jahr 1959 einen Exportvertrag von 200 Lastwagen mit der Türkei. Die ersten zwei Fahrzeuge wurden im Jahr 1959 aus Finnland geliefert; allerdings wurde der Vertrag in einer peinlichen Weise gekündigt, weil die Bank von Finnland sich weigerte, Türkische Lira anzunehmen.
Am Ende der 1950er- und Anfang der 1960er-Jahre hatten VAT und die französische Camions Willème SA einige Pläne für eine gemeinsame Produktion, wobei jeweils nur ein gemeinsamer produzierter Prototyp gebaut wurde. Das Chassis war von Vanaja und der Motor von AEC. Die Frontlenker-Kabine bestand teilweise aus Glasfaser und kam von Willème.
Vier Vanaja-Lkw wurden im Juni 1961 auf der internationalen Messe in Barcelona gezeigt. Die Fahrzeuge wurden selbst von Lkw-Fahrern zur Messe durch ganz Europa gefahren. Die Messe konnte als erfolgreich angesehen werden, allerdings wurde nicht ein einziges Fahrzeug verkauft.

## Spezialisierung in den 1960er-Jahren

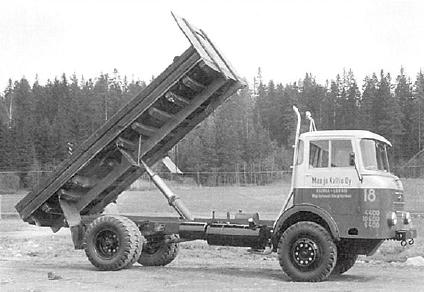
Ein maßgeschneiderter VKB-Kipper-Lkw

Geschäftsführer Eero Kytölä beendete sein Mandat im Jahr 1962. Der Diplomingenieur Ilmari Karttunen, der zuvor als Werksleiter tätig gewesen war, wurde zur neuen Leitung des Unternehmens berufen. Er führte VAT bis 1967er-Jahre, bis Jaakko Jarimo, Magister der Wirtschaftswissenschaften, diese Position übernahm.

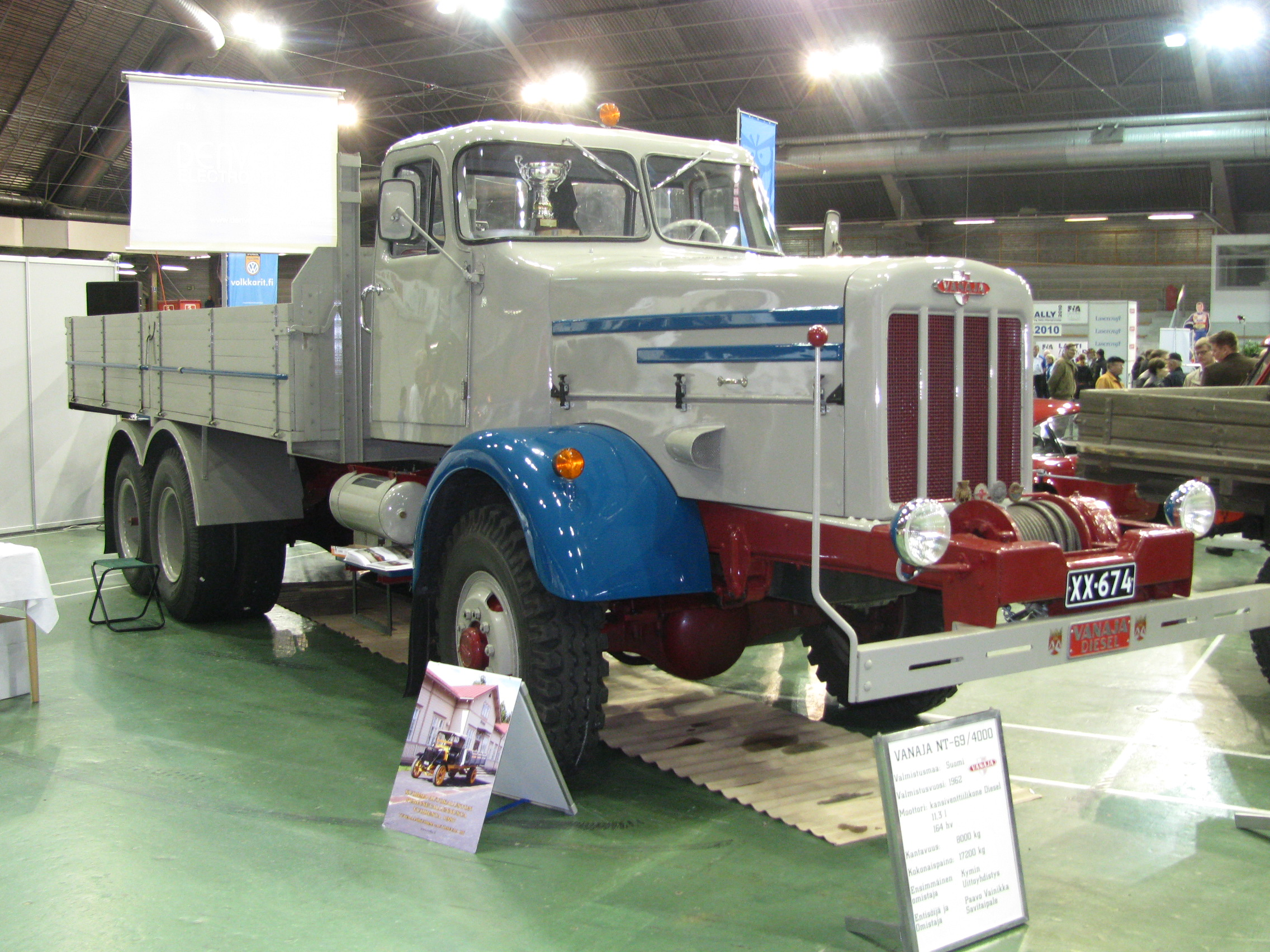
Vanaja NT-69/4000 4×4+2 aus dem Jahr 1962 mit dem patentierten Hebetandemsystem

In den Jahren 1958 bis 1960 hatte sich VAT zunehmend auf die Produktion nach Kundenwunsch spezifiziert und auf maßgeschneiderte Fahrzeuge konzentriert. Typischerweise ging ein potenzieller Kunde einfach in das Hauptbüro in Helsinki oder Werk in Hämeenlinna und beschrieb, welche Art von Fahrzeug er wollte. Die enthusiastischen Ingenieuren hörten sich aufmerksam die Wünsche jedes einzelnen Kunden an und konzipierten dann die Fahrzeuge entsprechend mit zwei oder drei Achsen in der gewünschten Antriebskonfiguration sowie dem benötigten Radstand und mit Langhauber- oder Frontlenker-Fahrerkabine. Viele Lkw-Fahrzeugtypen wurden nur in einer oder zwei Einheiten hergestellt. Das am meisten gebaute Lkw-Modell war jedoch die VAK-Reihe mit etwa neun Tonnen Nutzlast.
Ein gutes Beispiel für kundenspezifische Fahrzeuge waren die VKB-Serie als Frontlenker-Lkw, die für eine Erdbewegungsfirma in Helsinki entwickelt wurden. Das Unternehmen benötigte kurze Fahrzeuge mit einer guten Steigfähigkeit und hoher Nutzlast. Der Radstand der Nutzfahrzeuge betrug 3,8 Meter und das Gesamtgewicht 10,6 Tonnen, die eine Sondergenehmigung hatten.
Ein typisches Merkmal in Vanajas waren die überdimensionierte Strukturen, die robust anstatt optimiert waren. Die Hauptkomponenten der Lkw wurden von etablierten Lieferanten bezogen. VAT als Nutzfahrzeug-Hersteller zeigte auch progressives Denken in der Fahrerergonomie; denn der komfortabel gefederte und hydraulisch gedämpfte Fahrersitz befand sich nahe an der Tür, um das rückwärtsfahren zu erleichtern. Der Sitz hatte umfassende Einstellmöglichkeiten. Hängende Pedale, die auf die gleiche Höhe gesetzt wurden, waren in einer frühen Phase des Nutzfahrzeug-Baus serienmäßig. Die Innenraumheizung, die 9.000 kcal/h erzeugte, war vielleicht die effizienteste Heizung-Anlage in den Lastkraftwagen in den 1960er-Jahren. Viele Vanaja-Lkw-Fahrer schätzten besonders die weiche Federung der Lkw.
Zweiachsige Lastkraftwagen standen mit der Antriebskonfigurationen 4×2 und 4×4 zur Verfügung; die dreiachsige Modelle wurden als 6×2, 6×4, 4×4+2 und 6×6 produziert.
VAT feierte im Jahr 1963 seinen 20. Geburtstag. Alle Pressemitteilungen und Veröffentlichungen ignorierten die Tatsache, dass sein wichtigster Konkurrent, SAT, eine wichtige Rolle bei der Gründung der Firma gehabt hatte. Yhteissisu wurde in keinem Zusammenhang erwähnt.
VAT bekam im April 1965 einen bemerkenswerten Auftrag aus der Infrastruktur- und Hydrobauverwaltung. Die Bestellung von 250 Fahrzeugen wurde durch ein Darlehen der IBRD für die Entwicklung des Straßennetzes finanziert. Vierzig Fahrzeuge wurden mit einer angetriebenen Vorderachse ausgestattet. Der Auftrag wurde im Jahr 1966 abgeschlossen.
Im Jahr 1967 stand das Unternehmen wieder vor einer schwierigen Situation, denn die Produktionsmenge erreichte nur 381 Fahrzeuge. Zu Beginn des Jahres 1968 kündigte VAT 40 von insgesamt 400 Mitarbeitern. Vanaja hatte eine treue Kundenbasis und die Fahrzeuge waren im Allgemeinen gut angesehen, aber der Marktanteil blieb gering. Im Jahr 1963 wurden nur 4 bis 5 % der neu zugelassenen schweren Lastkraftwagen in Finnland von Vanaja produziert. Die hochgradig kundenspezifische Produktion hatte zu einer übermäßigen Modellvielfalt geführt und somit die Ersatzteilversorgung erschwert. Zudem band vermutlich die Individualisierung die Ressourcen der technischen Entwicklungsarbeit. Es gab keine Veränderung zum Besseren, obwohl das Unternehmen seine modernen Frontlenker-Lkw-Modelle B6-76 einführte, die schon erwartet worden waren und als nächstes Massen-Serienmodell vorgesehen waren.

## Werk und Produktion

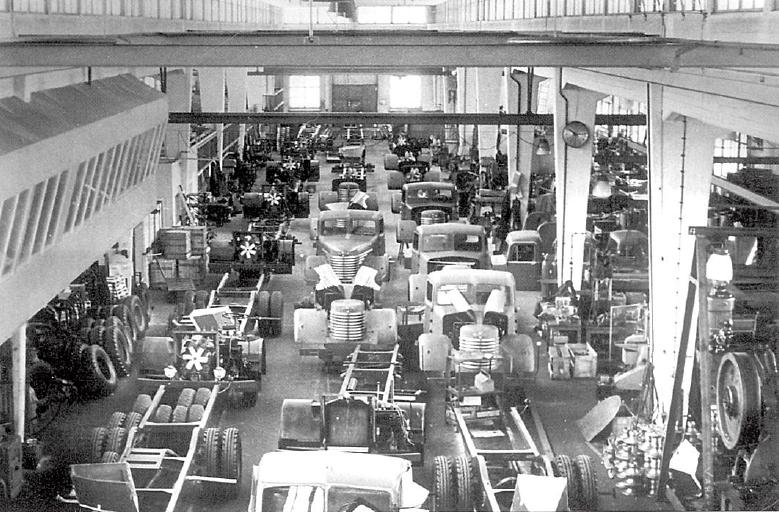
Die Vanaja-Produktionslinie hatte schon im Jahr 1952 aufgrund Spitzenzeiten ausnahmsweise drei Montagelinien statt der normalen zwei. Die linke Linie war für die Bus-Chassis-Produktion.

Das ursprüngliche Fabrikgebäude war offiziell eine Lager- und Montagehalle und hatte ein Volumen von 25.000 m³. Die Anlagen wurden mit der Zeit weiterentwickelt und bis Ende des Jahres 1953 erreichte die Bodenfläche 35.000 m². Die Lager- und Montagehalle wurde als Haupthalle umbenannt und war 120 m lang und 30 m breit. Die Bus-Chassis-Produktion befand sich an der Südseite der Halle, Lastkraftwagen wurden an der Nordseite gebaut. In der Praxis musste es oft anders gemacht werden, denn die Abhängigkeit vom Produktmix und Produktionsvolumen erforderte Flexibilität.
Am Ende des Gebäudes befand sich ein Kran für Eisenwarenbewegung. Wenn die Nutzfahrzeug-Rahmen der Lkw vorhanden waren, wurden sie umgedreht liegend mit Federung und Achsen ausgestattet und danach das halbfertige Produktions-Teil nach oben gedreht. Die nächsten Produktions-Teile waren die Motoren und Getriebekomponenten. Der letzte Teil für die Lastkraftwagen war eine vormontierte Fahrerkabine. Das herkömmliche Bus-Chassis wurde mit Motorhaube und Kotflügel angeliefert, allerdings wurden die Frontlenker-Lkw-Typen ohne Karosserieteile zum Werk geliefert. Nach dem Lackieren verließen die Fahrzeuge die Montagehalle. Schließlich wurde jedes Nutzfahrzeug als Lkw auf einer 100 bis 200 km langen Testfahrt auf verschiedenen Straßen und mit verschiedenen Belastungen getestet. Das Bus-Chassis wurde in ähnlicher Weise getestet; nur gab es noch keine Fahrerhaus-Karosserie und die Testfahrer hatten nur warme Kleidung sowie Schutzbrillen, um sich vor den Wetterbedingungen zu schützen. Die Nutzfahrzeuge wurden dann erst nach letzten Anpassungen an den Kunden übergeben.
Die Bauarbeiten für eine neue Unterbaugruppen-Werkstatt begannen im Jahr 1955 und waren erst im Jahr 1957 beendet. Die neuen Einrichtungen wurden für die spanende Bearbeitung, die Wärmebehandlung und für Blecharbeiten genutzt. Am Ende des Gebäudes war eine Service-Werkstatt untergebracht. Eine neue Service-Werkstatt mit 17 Fahrzeug-Plätzen wurde im Jahr 1966 gebaut.

## Lieferanten

### Motoren
VAT konnte bis 1953 nur Benzinmotoren anbieten. Die häufigsten waren die im Inland von SAT und Tampella unter Lizenz produzierten Hercules-Motoren. Der SAT-Motor wurde als Sisu AMG oder SA5 bezeichnet; der Motor wurde allerdings von Tampella als Tampella 6000 hergestellt. Die zweit- und dritthäufigsten Benzinmotoren für die Lkw-Modelle waren der Cadillac V8 1G und der White 160 AX, die der Geschäftsführer Kytölä in Mitteleuropa gekauft hatte. Einige Bedford-Benzinmotoren wurden in den 1960er-Jahren in den Lkw der Streitkräfte verwendet, und Ford-V8-Motoren wurden in Feuerwehrwagen montiert. Die erste Diesel-Vanaja wurden von Saurer- und Kämper-Motoren angetrieben. Die überwiegende Mehrheit der Dieselmotoren wurden von Leyland und AEC hergestellt. Einige Vanaja-Lkw wurden mit dem Perkins R6 oder Ford Trader 510E ausgestattet. In einigen Fällen wurde der Motor vom Kunden bereitgestellt; deshalb wurde zum Beispiel ein Vanaja von einem Mercedes-Benz-Dieselmotor angetrieben.

### Übertragungskomponenten
In den späten 1940er- und den frühen 1950er-Jahren verwendet VAT Valmet-Getriebe, die von Fuller kopiert wurden. Als Komponenten einfacher zugänglich wurden, begann VAT mit dem Einbau echter Fullers- und ZF-Getriebe. Die Verteilergetriebe kamen von Timken und ZF. VAT produzierte seine Hinterachsen mit Zahnrädern von ATA, bis das Unternehmen begann, Achsen von Timken zu beziehen.

### Fahrer-Kabinen
Das Unternehmen hatte mehrere Lieferanten von Lkw-Fahrerkabinen. Zu Beginn waren dies Tampella, Valmet, Messukylän Autokoritehdas, Auto-Heinonen, Kiitokori und später als Hauptlieferant Lahden Autokori. VAT hatte eigene fertige Kabinen für einige spezielle bzw. einmalige Produkte. In den späten 1960er-Jahren wurden einige Vanaja-Lkw mit britischen Ergomatic-Frontlenker-Fahrerkabinen vom Motor Panels Ltd ausgestattet. Die Kabinen wurden durch bzw. über die A.E.C. gekauft.

## Produktion Bus Chassis

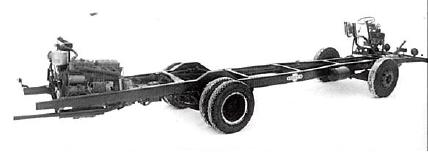
Vanaja VAT-4800, Heckmotor-Buschassis

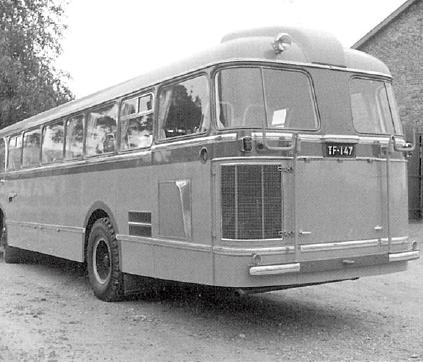
Vanaja VAT-4800 mit Nummela-Karosserie und einer Motorlufteinlasshutze auf dem Dach

Die Bus-Chassis-Produktion begann im Jahr 1950. VAT baute im Jahr 1956 seine ersten Prototypen als Heckmotor-Busse. Das Unternehmen produzierte zwei Einheiten von Chassis-Modellen als VAT-4800; die Über- bzw. Aufbauten wurden von den Karosseriebauern Ajokki Oy und Nummela Oy hergestellt. Die Lösung verursacht mehrere technische Herausforderungen einschließlich ausreichender Motorkühlung und Wärmeübertragung bis hin zu dem vorderen Ende der Interieurs des Busses. Das Kühlproblem im Bus wurde schließlich durch eine an der Rückseite des Daches angeordnete große Luft-Hutze gelöst, obwohl dies nicht als ästhetisch ansprechende Anordnung betrachtet werden konnte. Da jedoch eine Lösung gefunden worden war, konnten von VAT zehn weitere Heckmotorchassis als Typ VAT-5200 hergestellt werden.
Ab dem Jahr 1958 wurden alle Chassis der Vanaja-Busse mit Druckluftbremsen ausgestattet, die später auch in den Lkw montieren wurden. Die Entscheidung wurde von einem schlimmen Verkehrsunfall in Finnland beeinflusst: 15 Menschen ertranken in Konnevesi, denn ein ziemlich neuer Vanaja-Bus fuhr durch die Schranke eines Fährstegs und sank in die Tiefe von 4 Metern. Der Busfahrer überlebte und sagte aus, dass die Bremsen des Busses versagt hatten. Das konnte aufgrund einer Untersuchung bestätigt werden, bei der aufgedeckt wurde, dass die Abdichtung einer der Lockheed-Hydraulikbremsen gesprengt war.
VAT lieferte im April 1958 ihren ersten Mittelmotor-Buschassis zum Karosseriebauer Ajokki Oy aus. Es wurde mit einem horizontal montierten 164 PS leistenden AEC-Dieselmotor ausgestattet. Der Endkunde war der Busunternehmer Väinö Paunu Oy, der auch an der Entwicklung beteiligt gewesen war. Im Jahr 1960 stattete die VAT die VLK500-Chassis mit Luftfederung und einer Zweikreis-Druckluftbremse aus. VAT begann die neue Bus-Chassis-Herstellung mit Heckmotormodell in den Jahren 1966 bis 1967, der Verkauf erreichte jedoch nicht das Niveau der Mittel- und Frontmotormodelle. Das Unternehmen Vat führte eine Reihe von Experimenten mit einer neuen Struktur durch. Ein Beispiel ist der Bus mit rahmenloser Struktur, in dem der Rahmenträger durch eine leichtere Lösung ersetzt wurde.

## Modelle und Typen
Die Modelle und Typen zum Anfang der 1950er-Jahre waren wie folgt:
- VK: Vanaja kuorma-auto; „Vanaja-Lkw“
- VL: Vanaja linja-auto; „Vanaja-Bus“

Der Buchstabe B am Ende, zum Beispiel im Modell VK-6B, bedeutete Frontlenker und ein L deutet auf extra lange Federn hin.
Die Lkw-Modellbezeichnungen wurden 1956 geändert.
- VAK: Vanaja kuorma-auto; „Vanaja-Lkw“; Lkw mit einer Langhauber-Fahrerkabine
- VKB: Vanaja kuorma-auto bulldog; „Vanaja-Lkw Frontlenker“
- VKN: Vanaja kuorma-auto neliveto; „Vanaja-Lkw Vierradantrieb“ (4×4)
- VKT: Vanaja kuorma-auto telillä; „Vanaja-Lkw mit Tandem“; Lkw mit Tandemachse mit einer angetriebenen Achse (6×2)
- VTT: Vanaja tandem-telillä; „Vanaja mit angetriebenen Tandem“; Lkw mit komplett angetriebener Tandemachse (6×4)
- VNT: Vanaja neliveto telillä; „Vanaja Vierradantrieb mit Tandem“; Lkw mit einer angetriebenen Vorderachse, und Tandem, von denen eine Achse angetrieben ist (4×4+2)
- VKK: Vanaja kuorma-auto kaikki akselit vetävät; „Vanaja-Lkw alle Achsen angetrieben“; Lkw mit einer angetriebenen Vorderachse, und Tandem, von denen beide Achsen angetrieben sind (6×6)[49]

Die Bus-Modell-Namen wurden entsprechend geändert.
- VAL: Vanaja linja-auto; „Vanaja-Bus“
- VLB: Vanaja linja-auto bulldog; „Vanaja-Bus Frontlenker“; der Motor wurde in der Front gesetzt
- VLK: Vanaja linja-auto keskimoottorilla; „Vanaja-Bus mit mittig angeordnetem Motor“
- VLT: Vanaja linja-auto takamoottorilla; „Vanaja-Bus mit Heck-Motor“[50]

Zusätzlich gab es den Modell-Namen „VAT“ für zwei Bus-Modelle mit Heckmotor: der VAT-4800, von dem zwei Einheiten im Jahr 1956 produziert wurden, und der VAT-5200BD, von dem zehn Einheiten im Jahr 1957 gebaut wurden. Die nächste Änderung kam im Jahr 1961, als der Motoren-Hersteller in die Modellbezeichnung aufgenommen wurde. Zum Beispiel wurden die VAK-Lkw-Modelle mit AEC-AVU-470-Motor als A-47 bezeichnet. Entsprechend wurde der gleiche Lkw, der mit einem Leyland-O.600-Diesel produziert worden war, als A-60R bezeichnet; das R als raskas (schwer) bezeichnete, dass er eine verstärkte Vorderachse hatte. Die Bus-Modell-Namen wurden in der gleichen Weise geändert. Beispielsweise wurde ein Frontlenkerbus mit dem Leyland-O.600-Motor dann VLB-60 genannt.
Die neue Modell-Nummerierung wurde im Jahr 1963 wegen der erhöhten Front-Achslasten verändert; wobei nach dem Buchstabencode ein 2 die höhere Achslast anzeigte. In späteren Modellen bedeutete eine 6 die Vorderachs-Kapazität von 6 Tonnen. Das S in den Typen VAKS, AS und NS bedeutet sotilas (Soldat), was auf militärische Zwecke hinweist.
| Antriebskonfiguration | Kabinentyp  | 1956 – Juni 1961 | Juli 1961 – Oktober 1963 | November 1963–1971 |
| --------------------- | ----------- | ---------------- | ------------------------ | ------------------ |
| 4×2                   | Langhauber  | VAK              | A                        | A2; A6             |
| 4×2                   | Frontlenker | VKB              | B                        | B2; B6             |
| 4×4                   | Langhauber  | VKN              | N                        | N2; N3; N6         |
| 4×4                   | Frontlenker | VKNB             | NB                       | NB                 |
| 4×4+2                 | Langhauber  | VNT              | NT                       | NT2; NT3; NT6      |
| 4×4+2                 | Frontlenker | VNTB             | NTB                      | NTB                |
| 6×2                   | Langhauber  | VKT              | T                        | T2; T6             |
| 6×2                   | Frontlenker | VKTB             | TB                       | TB; TB6            |
| 6×4                   | Langhauber  | VTT              | TT                       | TT2; TT7           |
| 6×6                   | Langhauber  | VKK              | KK                       | KK2; KK7           |
| 6×6                   | Frontlenker | VKKB             | KKB                      | KKB                |

Die Bus-Modell-Nummerierung wurde zum letzten Mal im Jahr 1966 geändert; denn der Front-Motor mit VLB wurde zu LE6, die VLK mit Mittelmotor zu LK6 abgeändert, und der heckmotorige VLT wurde zu LT6. Die dreistelligen Zahlen an der Seite der Motorhauben der letzten Vanaja-Lastkraftwagen bezeichnete den Hubraum in Kubikzoll; sie sind keine Modellnummern, obwohl sie oft fälschlicherweise als solche bezeichnet werden.

## Ende der Vanaja

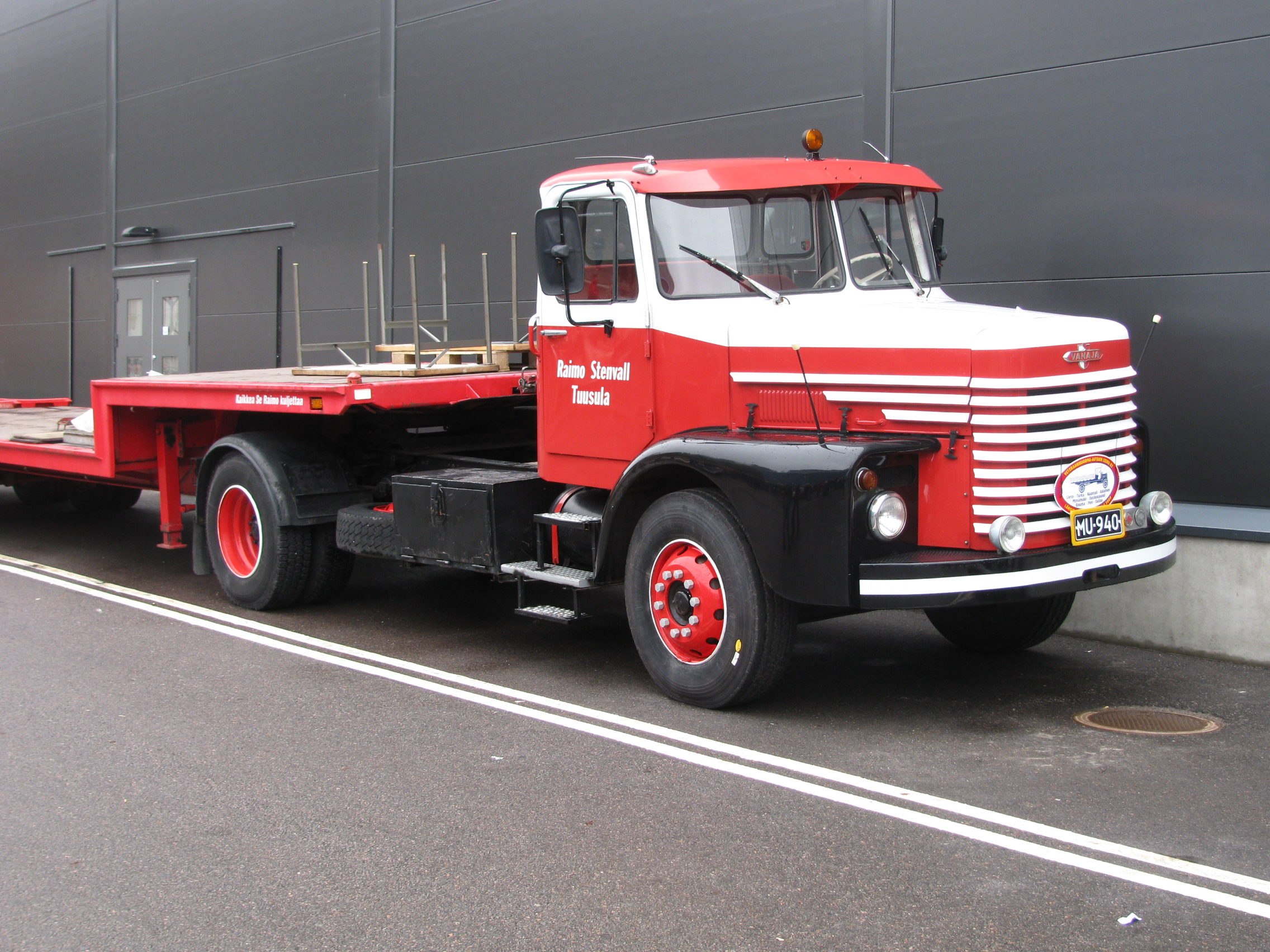
Vanaja A-69R aus den 1960er-Jahren

Im Jahr 1964 begann VAT, einen stärkeren Partner zu suchen und begann Verhandlungen mit Scania-Vabis. Die Unternehmen planten, die Scania-Motoren in den Vanaja-Nutzfahrzeugen zu verwenden, aber der Plan erwies sich als zu teuer für VAT. Wahrscheinlich begannen bald danach die wichtigsten Eigentümer der VAT, Gespräche über eine Fusion von VAT und SAT zu führen. Der Vorsitzende der VAT trat zunehmend in den Kontakt mit dem SAT-Manager Tor Nessling. Im Jahr 1967 bekundete AB Scania-Vabis sein Interesse an VAT und auch die Klöckner-Humboldt-Deutz AG zeigte Interesse an einer Zusammenarbeit oder dem Erwerb von VAT. Valmet soll ebenfalls an VAT interessiert gewesen sein, aber es gibt keine Hinweise darauf, dass es konkrete Gespräche gab.
Als kleiner Produzent litt VAT unter unzuverlässigen Lieferungen und Qualitätsmängeln der Komponentenlieferanten. Halbfertige Lastkraftwagen wurden oft außerhalb der Fabrik mit Motoren oder anderen Schlüsselkomponenten fertiggestellt und gewartet. Die britischen Dieselmotoren hatten mehr Qualitätsprobleme im Vergleich mit ihren schwedischen und deutschen Nutzfahrzeugkonkurrenten. Die Eigentümer des Unternehmens wurden zunehmend zögerlich, das unprofitable Geschäft zu finanzieren.
Im Jahr 1967 kamen in schwedischen Zeitungen Spekulationen über eine Fusion zwischen SAT und VAT auf und wurden bald auch von der finnischen Medien aufgegriffen. Der finnische Staat als Haupteigentümer mit einem Anteil von 45 % schlug im Dezember 1967 eine Fusion mit Nessling vor. Die Situation war unhaltbar für VAT; denn der gesamte Jahresumsatz betrug 19,5 Millionen neue finnische Mark und die Schulden des Unternehmens beliefen sich auf 14,5 Millionen (100 alte Mark wurden 1 neue Mark in 1963). Der Vertrag für die Fusion mit Suomen Autoteollisuus und Vanajan Autotehdas wurde am 30. Mai 1968 unterzeichnet. VAT wurde offiziell zum Ende des Jahres 1968 beendet. Nach der Fusion besaß der Staat 17,2 % des neuen SAT und wurde damit zum drittgrößte Eigentümer des Unternehmens.
Die Reaktionen der Kunden auf die Fusion variierten. Die meisten Menschen verstanden die Notwendigkeit zur Fusion zweier kleiner Unternehmen, die beide in einem sehr begrenzten Nutzfahrzeug-Markt produzierten und dennoch versuchten, die Massen-Hersteller herauszufordern. Manche treue Vanaja-Kunden waren über die Entscheidung verärgert, dass die Marke abgeschafft werden sollte. Einige Kunden waren entsetzt, weil die letzte Langhauber-Vanaja mit einer Fahrerkabine von Jyry-Sisu ausgestattet wurde und sie sagten, dass sie nie einen Sisu-Lkw kaufen würden, indem sie sich nach importierten Fahrzeugen umschauten. Viele bewährte technische Lösungen von Vanaja waren bald in die Sisu-Nutzfahrzeuge implementiert. Der Rückgang des Lkw-Marktes war nur vorübergehend und der Vertrieb erreichte bald wieder das gleiche Niveau wie in der Mitte der 1960er-Jahre Vanaja und Sisu zusammen. Die letzten Vanaja-Fahrzeuge waren Mobilkran-Chassis, die zum Ende des Jahres 1971 hergestellt wurden; alle in den Sisu-Hämeenlinna-Werken hergestellten nachfolgenden Nutzfahrzeuge erhielten eine Sisu-Plakette.
Die Kombination der Stärken der beiden Unternehmen war wegen der strategischen Fehlentscheidungen von SAT in der Bus-Chassis-Produktion nicht erfolgreich. Die Vanaja-LK-Serie mit einem großen, in der Mitte angeordneten Motor, die zum Verlust des Hauptkunden Väinö Paunu Oy geführt hatte, wurde beendet. Eine Reihe anderer Bus-Unternehmen wie TKL lehnten die Sisu-Optionen ab, die anstelle von Vanaja-Modellen im gleichen Marktsegment angeboten wurden.

### Produktionszahlen
Die Anzahl der produzierten Vanaja-Lkw und Bus-Chassis erreichte 7.140 Stück, zudem wurden dutzende Typen von Anhängern und Sattelaufliegern hergestellt, die unter dem Marke Vanaja zusammen mit Lkw verkauft wurden. Im Jahr 1955 wurden in Zusammenarbeit mit dem Karosseriebau Kiitokori vier Vanaja-Schienenbusse gebaut und an die finnischen Staatsbahnen verkauft.
Über 260 Lkw-Typen wurden produziert, in denen 35 Motor-Typen, 20 Getriebe-Typen und 15 bis 20 Fahrerkabinen-Typen ein- und angebaut wurden. Bei 116 Typen wurden nur eine oder zwei Einheiten hergestellt. Die meisten Unterschiede kamen aus den besonderen Radständen, denn die offizielle Validierung der Behörden war immer dazu erforderlich geworden. In vielen Fällen ist es auch für Experten unmöglich, soviele verschiedene Modelle der gesamten Produktionsjahre zu identifizieren.
Es gab 66 Typen, die als Bus-Chassis hergestellt wurden, dazu gab es noch eine Anzahl verschiedener Karosserie-Typen, die von verschiedenen Karosseriebauern und anderen Zulieferern gebaut wurden. Genaueres ist unbekannt.

## Von Sisu-Hämeenlinna bis heute

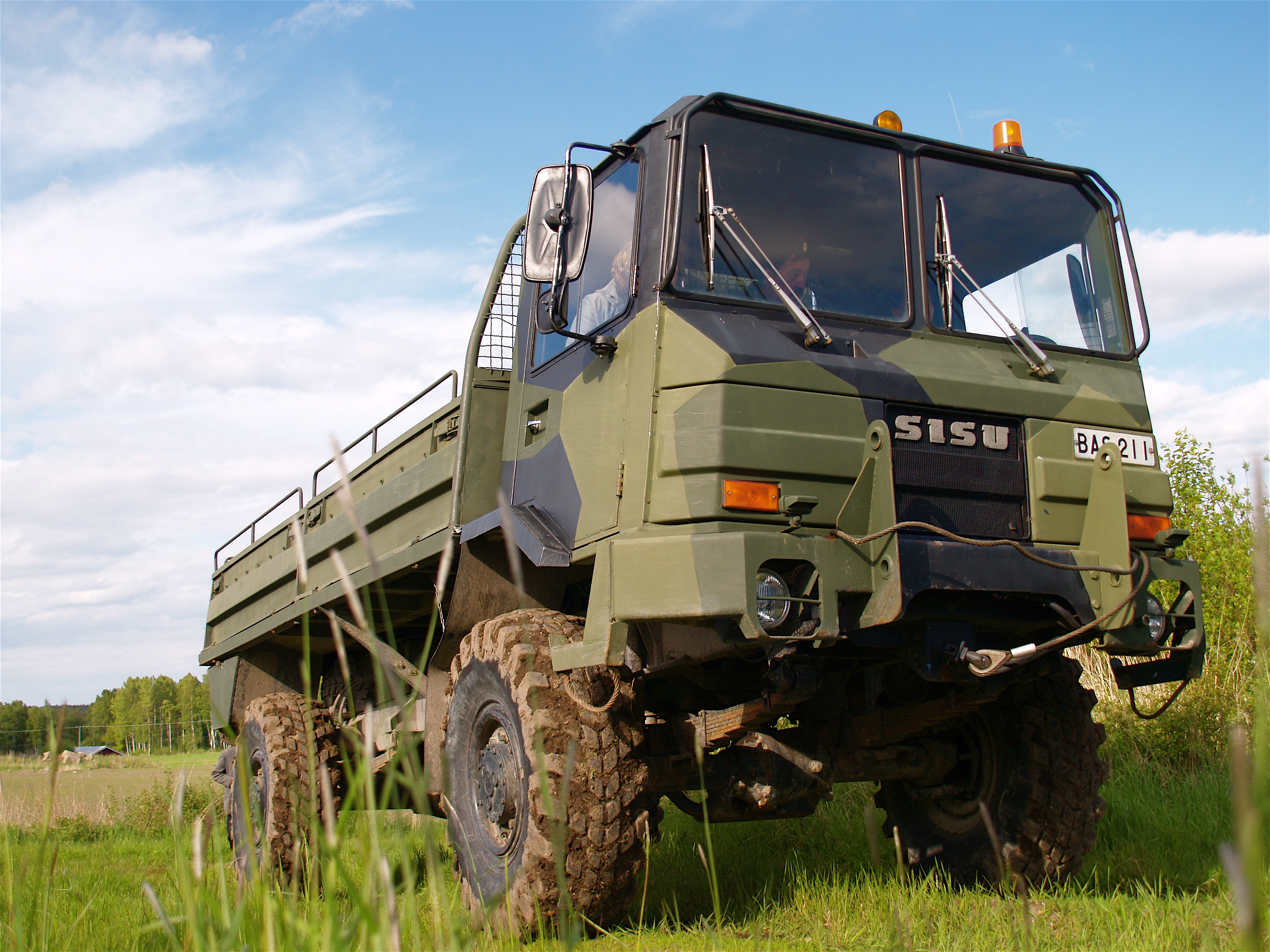
Sisu SA-150

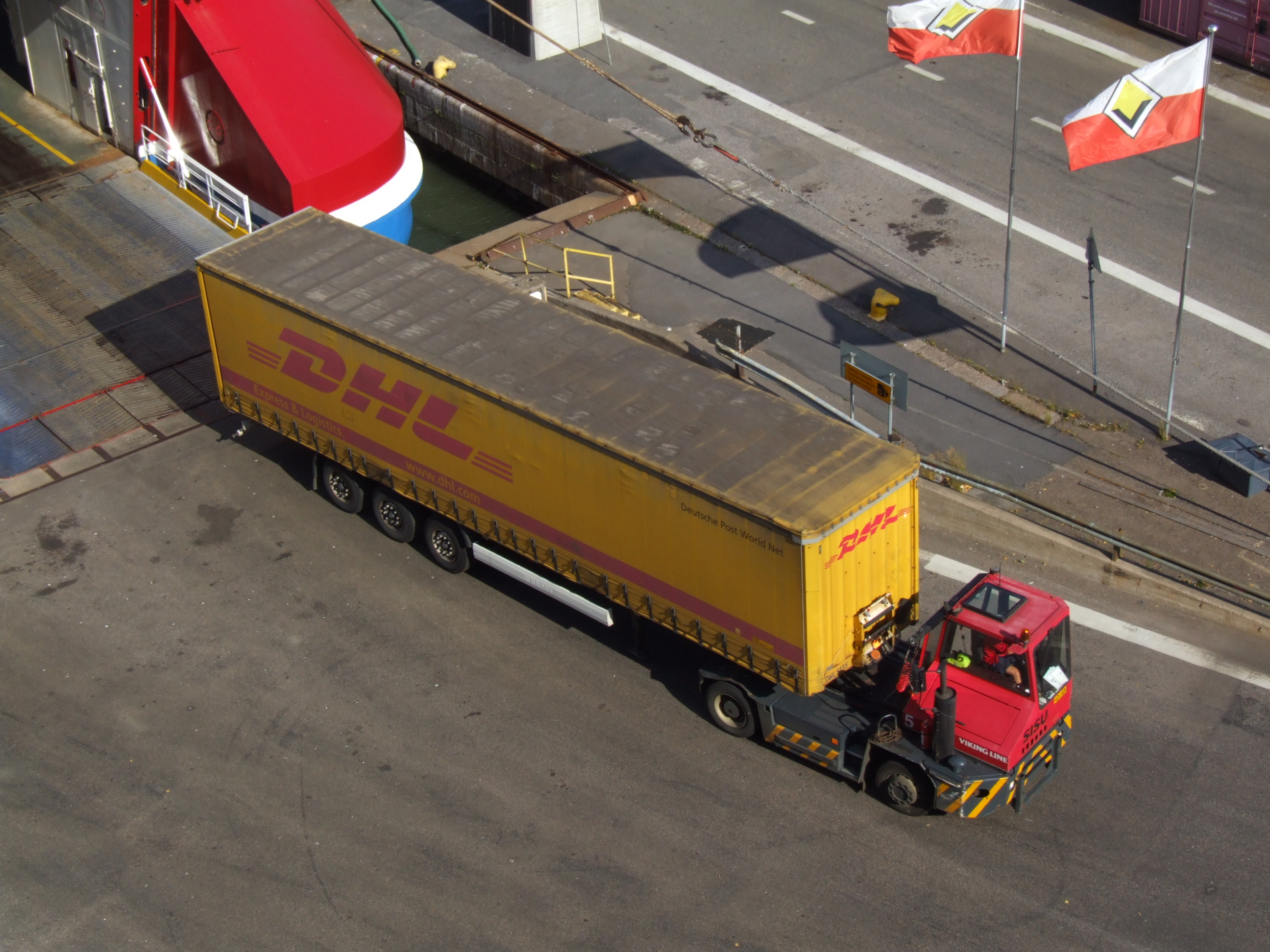
Sisu-Terminal-Zugmaschine

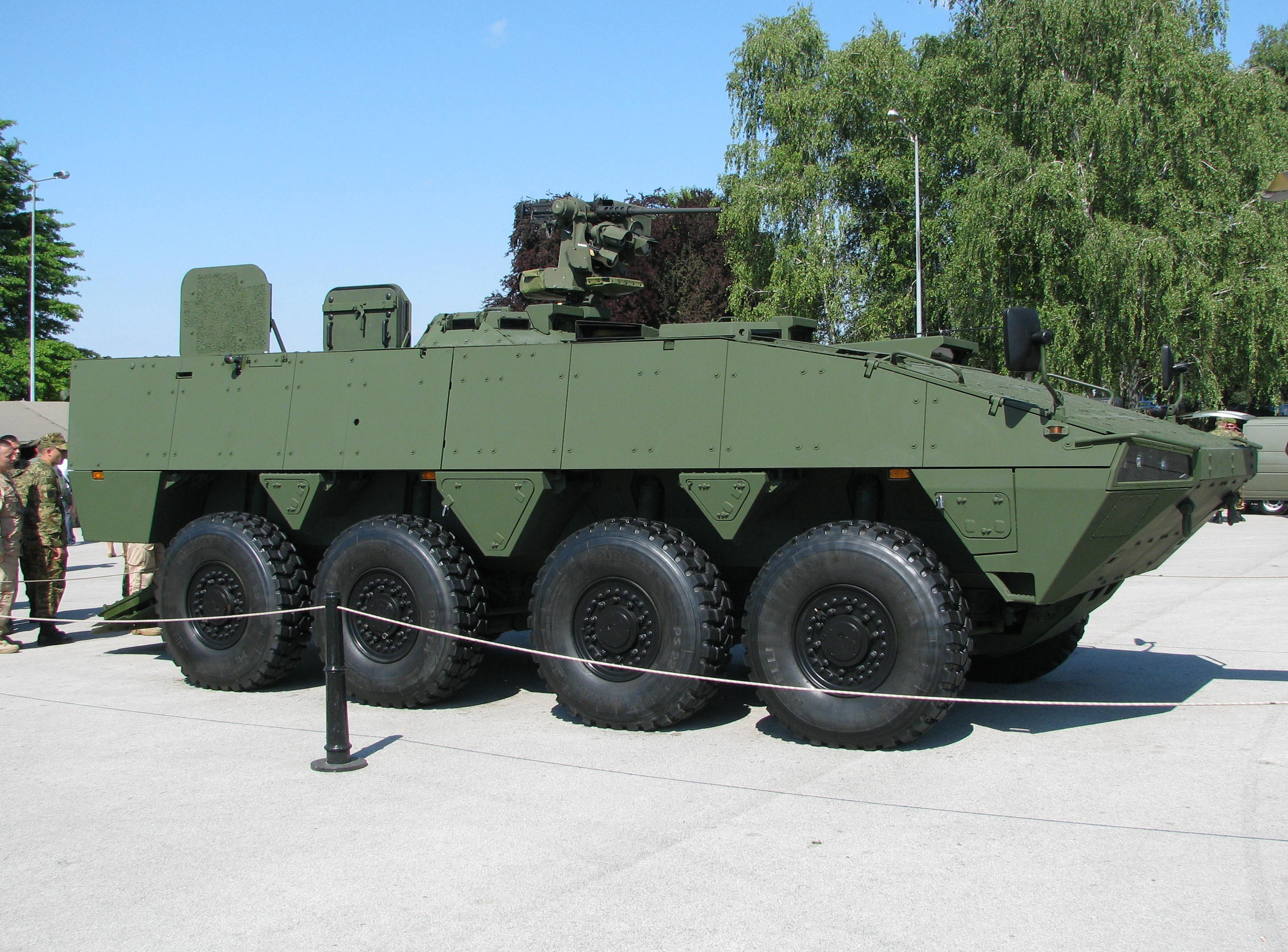
Patria AMV

Die Verschmelzung führte zur Konfrontation zweier unterschiedlicher Organisationskulturen. VAT hatte eine flache Organisation, eine offene Kommunikation zwischen ihren Mitarbeitern und einen Geist der Zusammengehörigkeit, wohingegen die SAT-Organisation stark hierarchisch war. Die Aufteilung des Portfolios zwischen Karis und Hämeenlinna wurde nach der Fusion geändert. Die Lkw-Produktion wurde allmählich bei Karis konzentriert, und bei Sisu-Hämeenlinna konzentrierte sich die Herstellung von Mobilkranen, Bus-Chassis, Terminal-Zugmaschinen und Militärfahrzeugen. Das ehemalige VAT-Personal musste die Produktion des neuen Portfolios erhöhen und gleichzeitig neue Verfahren annehmen, sodass es drei bis vier Jahre andauerte, bevor das Hämeenlinna-Werk die Ergebnisse im Einklang mit seiner Kapazität zum Erfolg verbuchen konnte.
In den Jahren 1971 und 1981 hatte das Werk Straßenbahn-Drehgestelle unter der Lizenz von DÜWAG hergestellt. Die Straßenbahnen wurden von Valmet für die Stadt Helsinki gebaut. Die Produktion von Bus-Chassis wurde offiziell im Jahr 1986 beendet, obwohl im Jahr 1989 eine weitere kleine Charge gefertigt wurde. Später wurde sie allerdings mit Ajokki-Karosserien ausgestattet und an einen Kunden in der Sowjetunion verschickt.
SAT hatte in den 1960er-Jahren in Helsinki seine erste Terminal-Zugmaschine geplant, deren Entwicklung und Produktion im Jahr 1969 in Hämeenlinna fortgesetzt wurde. Die Sisu-Terminal-Zugmaschinen wurden für ihren innovatives Design weltweit berühmt. Ihre Produktion wurde im Jahr 1996 nach Tampere verlagert.
Die Militärfahrzeug-Produktion wurde 1970 von SAT vom Karis-Werk nach Hämeenlinna übertragen. Den anfänglich hergestellten Sisu A-45-Nutzfahrzeugen folgten später die beiden schwereren Ausführungen Sisu SA-150 und Sisu SA-240. Die Produktion des Transport-Panzer Sisu XA-180 „Pasi“ begann in den frühen 1980er-Jahren. Mehrere Nutzfahrzeuge wurden an die finnischen Streitkräfte und andere Armeen verkauft. Es wurden auch Lkw in den Friedens-Missionen der Vereinten Nationen eingesetzt. Andere militärische Produkte waren die Sisu NA-140 „Nasu“, die von 1985 bis 2002 produziert wurden, und das Minenräumungsfahrzeug Sisu RA-140 DS „Raisu“, von dem zwischen 1994 und 2001 41 Stück produziert wurden.
Im Jahr 1985 verlegte das Unternehmen seine Achsenproduktion von Helsinki nach einem neuen Fabrikgebäude in Hämeenlinna. Im Jahr 1995 wurde die Achsenproduktion in eine eigenständige Einheit namens Sisu Axles getrennt; dieser wurde für Investoren im Jahr 1999 verkauft. Das Stammwerk baut Militärfahrzeuge; der Staat trennte es im Jahr 1999 von der Muttergesellschaft und benannte sie Patria Vehicles Oy. Seine hauptsächlichen Produkte sind gepanzerte Mehrzweckmilitärfahrzeuge Patria AMV.

## Erbschaft
Vanaja-Lkw wurden gelegentlich unter die besten Lkw der Welt eingereiht, was für die Fähigkeit des Unternehmens spricht, Nutzfahrzeuge für jede Anwendung nach den Wünschen des Kunden zu konstruieren und zu bauen. Die Fusion von SAT und VAT inspirierte einige Verschwörungstheorien. In Wirklichkeit folgte der Erwerb einer normalen Prozess, der von den Eigentümern initiiert wurde. Experten im Bereich der Nutzfahrzeuge sind sich fast einstimmig einig, dass der Zusammenschluss die Zukunft der finnischen Schweren Nutzfahrzeugindustrie gewährleistete.
Heutzutage werden Vanaja-Lkw von Oldtimer-Enthusiasten geschätzt.